# Balacra monotonia
Balacra monotonia là một loài bướm đêm thuộc phân họ Arctiinae, họ Erebidae.